# XIX Concurs de castells de Tarragona
El XIX Concurs de castells de Tarragona és el concurs de castells que se celebrà a la plaça de braus de Tarragona el 6 d'octubre de 2002, organitzat pel Patronat de Castells de Tarragona. En aquest concurs hi participaren 18 colles, les 4 amfitriones tarragonines més les 13 millors colles del món casteller, exceptuant els Minyons de Terrassa, els Bordegassos de Vilanova i els Xics de Granollers que declinaren la invitació. Els Castellers de Mallorca van ser convidats per l'organització en lloc dels Castellers de Cornellà 
Els Castellers de Vilafranca es proclamaren guanyadors del concurs gràcies a una actuació molt completa, 3 de 10 amb folre i manilles inclòs. La Colla Vella anà a remolc de la colla vilafranquina durant tot el concurs, classificant-se en segona posició, tot i que intentaren a darrera hora el 2 de 9 amb folre, castell que mai s'havia intentat anteriorment. La tercera posició l'ocuparen uns sorprenents Capgrossos de Mataró.

## Resultats

### Classificació
En el XX Concurs de castells de Tarragona hi van participar 18 colles. La següent taula mostra la classificació final del concurs de castells. Entre parèntesis hi ha les penalitzacions.
Llegenda
| a: amb agulla o pilar al mig ps: aixecat per sota f: amb folre | fm: amb folre i manilles fa: amb folre i l'agulla o el pilar al mig sf: sense folre | sm: sense manilles | (c):carregat (i):intent | (id): intent desmuntat *:castell amb penalitzacions |

| Pos. | Colla                                    | 1a ronda  | 2a ronda | 3a ronda   | 4a ronda   | 5a ronda  | Punts  |
| ---- | ---------------------------------------- | --------- | -------- | ---------- | ---------- | --------- | ------ |
| 1    | Castellers de Vilafranca                 | 4de9fa    | 5de9f    | 3de10fm(c) | 4de9sf(i)  | —         | 32.186 |
| 2    | Colla Vella dels Xiquets de Valls        | 4de9fa(c) | 5de9f    | 2de8sf(i)  | 3de10fm(i) | 2de9sm(i) | 18.370 |
| 3    | Capgrossos de Mataró                     | 2de8f     | 5de8(id) | 5de8       | 3de9f      | —         | 15.387 |
| 4    | Colla Joves Xiquets de Valls             | 3de9f(i)  | 2de8f    | 4de9f      | 3de9f(i)   | 3de8      | 13.640 |
| 5    | Colla Jove Xiquets de Tarragona          | 2de8f     | 4de8a(c) | 3de9f(i)   | 3de8       | 4de9f(i)  | 12.710 |
| 6    | Castellers de Barcelona                  | 2de8f     | 3de9f(i) | 4de8       | 3de8       | —         | 10.700 |
| 7    | Marrecs de Salt                          | 4de8      | 2de7     | 3de8(i)    | Pde6(c)    | —         | 8.170  |
| 8    | Xicots de Vilafranca                     | 2de7      | 4de8(c)  | 2de8f(c)   | 3de8(i)    | 5de7      | 7.797  |
| 9    | Sagals d'Osona                           | 5de7      | 4de8     | 2de7(i)    | 3de7ps     | —         | 7.200  |
| 10   | Castellers de Sants                      | 2de7      | 4de8(c)  | 3de7ps     | —          | —         | 6.870  |
| 11   | Castellers de Lleida                     | 5de7      | 4de8     | 2de7(c)    | —          | —         | 6.630  |
| 12   | Xiquets de Tarragona                     | 4de8      | 4de8a(i) | 3de9f(i)   | 2de8f(i)   | 3de8      | 6.620  |
| 13   | Castellers de la Vila de Gràcia          | 2de7      | 4de8(c)  | 5de7       | —          | —         | 6.587  |
| 14   | Nens del Vendrell                        | 5de7      | 2de7(i)  | 2de7       | 4de8(i)    | 4de7a     | 5.410  |
| 15   | Castellers de Mallorca                   | 4de7a     | 3de7ps   | 5de7(i)    | 5de7(i)    | 3de7      | 4.620  |
| 16   | Castellers de Terrassa                   | 4de7a     | 5de7     | 3de7       | —          | —         | 4.340  |
| 17   | Xiquets del Serrallo                     | 4de7a(i)  | 4de7a    | 5de7       | 3de7       | 3de7ps(i) | 4.327  |
| 18   | Colla Castellera de Sant Pere i Sant Pau | 3de7      | 4de7a(i) | 4de7a(i)   | 5de7       | 2de7(i)   | 2.900  |

### Estadística
La següent taula mostra l'estadística dels castells que es van provar al concurs de castells. Apareixen ordenats segons la taula de puntuacions del XIX Concurs de castells de Tarragona.
| Castell                      | Descarregat | Carregat | Intent | Intent desmuntat | Total |
| ---------------------------- | ----------- | -------- | ------ | ---------------- | ----- |
| 2 de 9 sense manilles        | —           | —        | 1      | —                | 1     |
| 3 de 10 amb folre i manilles | —           | 1        | 1      | —                | 2     |
| 4 de 9 sense folre           | —           | —        | 1      | —                | 1     |
| 2 de 8 sense folre           | —           | —        | 1      | —                | 1     |
| 4 de 9 amb folre i l'agulla  | 1           | 1        | —      | —                | 2     |
| 5 de 9 amb folre             | 2           | —        | —      | —                | 2     |
| 3 de 9 amb folre             | 1           | —        | 4      | 1                | 6     |
| 4 de 9 amb folre             | 1           | —        | 1      | —                | 2     |
| 4 de 8 amb l'agulla          | —           | 1        | 1      | —                | 2     |
| 5 de 8                       | 1           | —        | —      | 1                | 2     |
| 2 de 8 amb folre             | 4           | 1        | 1      | —                | 6     |
| 3 de 8                       | 4           | —        | 2      | —                | 6     |
| Pilar de 6                   | —           | 1        | —      | —                | 1     |
| 4 de 8                       | 5           | 3        | 1      | —                | 9     |
| 2 de 7                       | 5           | 1        | 3      | —                | 9     |
| 3 de 7 aixecat per sota      | 3           | —        | 1      | —                | 4     |
| 5 de 7                       | 8           | —        | 2      | —                | 10    |
| 4 de 7 amb l'agulla          | 4           | —        | 3      | —                | 7     |
| 3 de 7                       | 4           | —        | —      | —                | 4     |
| Total                        | 43          | 9        | 23     | 2                | 77    |
| Percentatge                  | 55,8%       | 11,6%    | 29,8%  | 2,5%             | 100%  |